# Grevillea florida
Grevillea florida är en tvåhjärtbladig växtart som först beskrevs av Mcgill., och fick sitt nu gällande namn av R.O. Makinson. Grevillea florida ingår i släktet Grevillea och familjen Proteaceae. Inga underarter finns listade i Catalogue of Life.